# Коломбо, Джованни
Джованни Коломбо (итал. Giovanni Colombo; 6 декабря 1902, Каронно-Пертузелла, королевство Италия — 20 мая 1992, Милан, Италия) — итальянский кардинал. Титулярный епископ Филипполи Аравийской и вспомогательный епископ Милана с 25 октября 1960 по 10 августа 1963. Архиепископ Милана с 10 августа 1963 по 29 декабря 1979. Кардинал-священник с 22 февраля 1965, с титулом церкви Санти-Сильвестро-э-Мартино-ай-Монти с 25 февраля 1965.